# Ann Druyan
Ann Druyan (Queens, 13 giugno 1949) è una produttrice televisiva e regista statunitense, vincitrice di Emmy e Peabody Award, specializzata nella divulgazione scientifica.
È stata coautrice della serie di documentari Cosmo, andata in onda nella rete PBS nel 1980 e condotti dall'astrofisico e scrittore Carl Sagan, che ha sposato nel 1981. È la creatrice, produttrice e scrittrice del sequel del 2014, Cosmos: Odissea nello spazio e della successiva serie Cosmos: Possible Worlds, nonché del libro omonimo.
Alla fine degli anni '70 è diventata la direttrice creativa del Voyager Interstellar Message Project della NASA, che ha prodotto i dischi d'oro fissati sulle navicelle Voyager 1 e Voyager 2. Ha anche pubblicato un romanzo, A Famous Broken Heart, nel 1977, e in seguito ha scritto con Sagan alcuni libri di saggistica best seller.

## Biografia

### Primi anni di vita e formazione
Ann Druyan è nata a New York, nel distretto di Queens, figlia di Pearl A. (nata Goldsmith) e Harry Druyan, comproprietario di un'azienda di maglieria. Il primo interesse di Druyan per la matematica e le scienze, secondo lei, è stato fatto "deragliare" quando un'insegnante di scuola media ha ridicolizzato una domanda che aveva posto sull'universalità di π. "Ho alzato la mano e ho chiesto: 'Vuol dire che questo vale per ogni cerchio dell'universo?", e l'insegnante mi ha risposto di non fare domande stupide. E lì stavo vivendo questa esperienza religiosa, lei mi ha fatto sentire una tale stupida. Sono rimasta completamente sconcertata da quel momento in poi fino a dopo il college". Lei stessa ha definito i suoi tre anni alla New York University "disastrosi", ed è stato solo dopo aver lasciato l'istituzione accademica senza laurearsi che ha scoperto i filosofi presocratici e ha iniziato a istruirsi, manifestando così un rinnovato interesse per la scienza.

### Carriera
Alla fine degli anni '70, è diventata la direttrice creativa del progetto Voyager Interstellar Message della NASA, nel quale ha lavorato con un team per creare un messaggio complesso, che includesse musica e immagini, per possibili civiltà aliene. Questi dischi fonografici dorati apposti sulle navicelle Voyager 1 e Voyager 2 si trovano ora oltre i pianeti più esterni del sistema solare, e Voyager 1 è entrato nello spazio interstellare. Entrambe le registrazioni hanno una durata di conservazione prevista di un miliardo di anni.
Il ruolo di Druyan nel progetto è stato trattato nella rubrica di 60 minuti dell'8 luglio 2018 di The Little Spacecraft That Could. In questa occasione Druyan ha spiegato la sua insistenza affinché Johnny B. Goode di Chuck Berry fosse incluso nel Golden Record, dicendo: "... Johnny B. Goode, il rock and roll, era la musica del movimento, del muoversi, arrivare in un posto in cui non sei mai stato prima, e le probabilità sono contro di te, ma tu vuoi andare. Quello era Voyager". Nella rubrica si è parlato inoltre del suggerimento di Sagan, nel 1990, che Voyager rivolgesse le sue macchine fotografiche verso la Terra per scattare una serie di fotografie che mostrano i pianeti del nostro sistema solare. Gli scatti, che mostrano la Terra da una distanza di 3,7 miliardi di miglia come un piccolo punto di luce bluastra, sono diventati la base per il famoso pezzo sul Pale Blue Dot di Sagan, pubblicato per la prima volta in Pale Blue Dot: A Vision of the Human Future in Space (1994).
Durante quel periodo Druyan è stata anche co-autrice, con Carl Sagan e Steven Soter, della serie di documentari della PBS del 1980 Cosmos, condotta da Sagan stesso. La serie in tredici puntate copriva una vasta gamma di argomenti scientifici, tra cui l'origine della vita e una prospettiva del nostro posto nell'universo. Molto acclamata, la serie era la più seguita nella storia della televisione pubblica americana fino a quel momento. Ha vinto due Emmy e un Peabody Award e da allora è stata trasmessa in più di 60 paesi e vista da oltre 500 milioni di persone. È stato pubblicato anche un libro per accompagnarla. Al 2009 era la serie PBS più seguita al mondo. In seguito ne sono state trasmesse diverse versioni riviste; in quella trasmessa dopo la morte di Sagan, Druyan apre la serie rendendo omaggio al suo defunto marito e all'impatto di Cosmos nel corso degli anni.

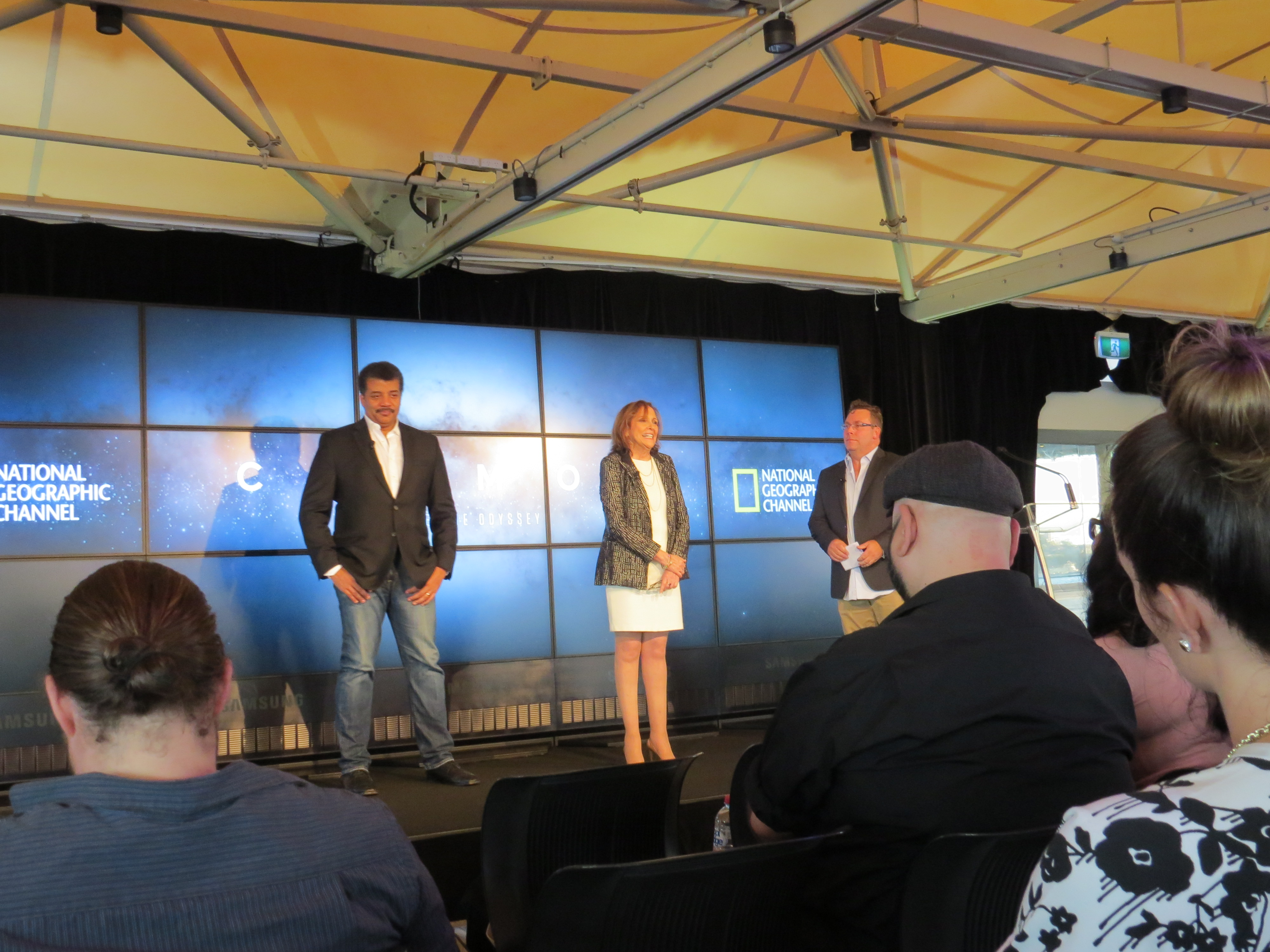
Neil deGrasse Tyson e Ann Druyan a Sydney

Druyan ha scritto e prodotto l'episodio della PBS NOVA del 1987 Confessions of a Weaponeer sulla vita del consigliere scientifico del presidente Eisenhower George Kistiakowsky.
Nel 2000 Druyan è stata co-autrice, con Steve Soter, di Passport to the Universe, lo spettacolo inaugurale del planetario per il Rose Center for Earth and Space presso l'Hayden Planetarium dell'American Natural History Museum. L'attrazione è narrata da Tom Hanks. Ann Druyan e Steve Soter hanno inoltre scritto insieme The Search for Life: Are We Alone, narrato da Harrison Ford, che ha debuttato nello stesso Hayden's Rose Center.
Nel 2000 è stata co-fondatrice di Cosmos Studios, Inc, con Joseph Firmage. In qualità di CEO di Cosmos Studios, Ann Druyan produce intrattenimento basato sulla scienza per tutti i media. Oltre a Cosmos: A SpaceTime Odyssey, Cosmos Studios ha prodotto Cosmic Africa, Lost Dinosaurs of Egypt, e il documentario nominato agli Emmy  Cosmic Journey: The Voyager Interstellar Mission and Message. Nel 2009 ha distribuito una serie di podcast intitolata At Home in the Cosmos with Annie Druyan, in cui descriveva le sue opere, la vita di suo marito, Carl Sagan, e il loro matrimonio.
Ann Druyan è accreditata, con Carl Sagan, come co-creatrice e co-produttrice del film del 1997 Contact.
Nel 2011, è stato annunciato che Ann Druyan sarebbe stata produttrice esecutiva, co-sceneggiatrice e una delle registe episodiche per un sequel di Cosmos: A Personal Voyage, che si sarebbe intitolato Cosmos: A Spacetime Odyssey, in seguito andato in onda nel marzo 2014. Gli episodi sono stati presentati in anteprima su Fox e sono stati trasmessi anche su National Geographic Channel la sera successiva. Al momento della sua uscita, Fox ha dato alla serie il più grande lancio globale di una serie televisiva di sempre, facendola debuttare in 180 paesi. Il primo episodio è stato mostrato su nove delle proprietà via cavo della Fox oltre alla rete di trasmissione in una prima in stile "blocco stradale". La serie è diventata la serie più vista di sempre per National Geographic Channel International, con almeno una parte della serie di 13 episodi guardata da 135 milioni di persone, di cui 45 milioni negli Stati Uniti.
Nel marzo 2020, una terza stagione di Cosmos, intitolata Cosmos: Possible Worlds, di cui è stata produttrice esecutiva, sceneggiatrice e regista, è stata presentata in anteprima su National Geographic. Ann Druyan ha inoltre dichiarato: "Ho in mente la quarta stagione e so cosa sarà. E so anche alcune delle storie che voglio raccontare."
Il suo primo romanzo, A Famous Broken Heart, è stato pubblicato nel 1977. Ann Druyan è stata co-autrice di sei best-seller del New York Times con Carl Sagan, tra cui: Comet, Shadows of Forgotten Ancestors, e The Demon-Haunted World. È coautrice, insieme a Carl Sagan, FD Drake, Timothy Ferris, Jon Lomberg e Linda Salzman Sagan, di Murmurs Of Earth: The Voyager Interstellar Record. Ha anche scritto l'introduzione aggiornata al libro di Sagan The Cosmic Connection e l'epilogo di Billions and Billions. Ha scritto l'introduzione e ha curato The Varieties of Scientific Experience, pubblicato dalle conferenze Gifford del 1985 di Sagan.
Nel febbraio 2020, ha pubblicato Cosmos: Possible Worlds, un volume complementare all'omonima serie televisiva, presentata per la prima volta a marzo 2020.

### Altri incarichi
È membro del Committee for the Scientific Investigation of Claims for the Paranormal (CSICOP).
È stata direttrice del programma della prima missione nello spazio profondo a vela solare, Cosmos 1, lanciata su un missile balistico intercontinentale russo nel 2005.
È coinvolta in molteplici Breakthrough Initiatives. Con Frank Drake, è co-presidente di Breakthrough Message e anche membro di Breakthrough Starshot. È membro del comitato consultivo del Carl Sagan Institute.

### Vita privata
La relazione tra Ann Druyan e Carl Sagan, prima lavorativa e poi romantica, è stata oggetto di numerose trattazioni nella cultura popolare, tra cui l'episodio di Radiolab "Carl Sagan e Ann Druyan's Ultimate Mix Tape"  e un segmento dell'episodio Drunk History del programma Comedy Central "Spazio".
Nel 2015, è stato annunciato che la Warner Brothers stava sviluppando una serie sulla relazione tra Carl Sagan e Ann Druyan, che sarebbe stato prodotto dalla produttrice Lynda Obst e da lei stessa.
Nel 2020 Sasha Sagan, figlia di Ann Druyan e Carl Sagan, ha pubblicato il libro For Small Creatures Such As We: Rituals for Finding Meaning in our Unlikely World, che parla della vita con i suoi genitori e della morte di suo padre quando aveva quattordici anni.
Ann Druyan ha anche dato a Sasha un ruolo ricorrente in Cosmos: Possible Worlds, dove interpretava sua nonna, incluso nell'episodio Man of a Trillion Worlds, che presentava la vita di Carl Sagan.
Da Ann Druyan prende il nome l'asteroide 4970 Druyan, che si trova in un'orbita compagna con l'asteroide 2709 Sagan intitolato al suo defunto marito.

## Attivismo
Druyan è stata per molti anni una convinta sostenitrice del disarmo nucleare. È stata arrestata tre volte presso il sito dei test nucleari di Mercury nel Nevada durante il periodo di moratoria unilaterale di Mikhail Gorbachev sui test nucleari sotterranei, alla quale il presidente Ronald Reagan non ha collaborato. Uno degli arresti è avvenuto nel giugno 1986, quando, in segno di protesta, ha attraversato la linea bianca che segna il confine del sito di test. Sagan, che partecipava alla stessa manifestazione, non è stato arrestato.
All'inizio degli anni '90, Druyan ha lavorato con Sagan, con l'allora senatore Al Gore, Jr. e con una serie di leader religiosi e scientifici per riunire il mondo scientifico e religioso in uno sforzo comune per preservare l'ambiente, che ha portato alla Declaration of the "Mission to Washington".
Fino alla primavera del 2004 è stata direttrice fondatrice del Children's Health Fund, un progetto che fornisce assistenza pediatrica mobile a bambini senzatetto e svantaggiati in più di una mezza dozzina di città.
È stata nel consiglio di amministrazione dell'Organizzazione nazionale per la riforma delle leggi sulla marijuana (NORML) per oltre 10 anni e ne è stata presidente dal 2006 al 2010.

## Opinioni religiose e filosofiche
In un'intervista con Joel Achenbach del Washington Post, Druyan ha affermato che il suo primo interesse per la scienza derivava da un'attrazione per Karl Marx. Achenbach ha commentato che "aveva, all'epoca, standard di prova piuttosto vaghi", un riferimento alla sua fede negli antichi astronauti di Erich von Däniken e alle teorie di Immanuel Velikovsky relative al sistema solare.

Riguardo alla morte del marito ha affermato:
Quando mio marito è morto, perché era così famoso e noto per non essere un credente, molte persone venivano da me - a volte succede ancora - e mi chiedevano se Carl alla fine è cambiato e si è convertito alla fede nell'aldilà. Spesso mi chiedono anche se penso che lo rivedrò. Carl ha affrontato la sua morte con instancabile coraggio e non ha mai cercato rifugio nelle illusioni. La tragedia era che sapevamo che non ci saremmo più rivisti. Non mi aspetto mai di ricongiungermi con Carl.

## Premi e riconoscimenti
Nel 1988 le è stato intitolato un asteroide dalla sua scopritrice, l'astronoma Eleanor F. Helin. In un'intervista del 2020 con Skeptical Inquirer, Ann Druyan ha parlato dell'asteroide, chiamato 4970 Druyan, e di quello che prende il nome dal suo defunto marito, 2709 Sagan, dicendosi onorata dell'intitolazione e affermando che i due oggetti celesti orbitano insieme attorno al Sole come fossero due anelli nuziali che si intrecciano. In occasione del sessantesimo compleanno di Sagan, le è stata donata una targa con la scritta: "L'asteroide 2709 Sagan in eterna orbita compagna con l'asteroide 4970 Druyan, simbolo del loro amore e della loro ammirazione reciproca".
Nel novembre 2006, è stata relatrice a Beyond Belief: Science, Religion, Reason and Survival.
Nel gennaio 2007, è stata giurata al Sundance Film Festival 2007, responsabile della selezione del vincitore del Premio Alfred P. Sloan per i film sulla scienza e la tecnologia.
Nel novembre 2007, è stata insignita del titolo di "Humanist Laureate" dall'International Academy of Humanism.
Nell'ottobre 2019, il Center for Inquiry West ha aperto il Carl Sagan – Ann Druyan Theatre a Los Angeles.
- Premio Richard Dawkins 2004
- 2014 Miglior sceneggiatura per la programmazione di saggistica Primetime Emmy Award
- 2015 Il premio per il miglior produttore di televisione di saggistica dalla Producers Guild of America[40]
- Premio Writers Guild 2015 per "Sceneggiatura documentaria - diversi da eventi attuali"[41]
- Premio Harvard Humanist of the Year 2017
- Ulteriori premi National Geographic 2020 [42]